# Paul Uwe Dreyer
Paul Uwe Dreyer (* 22. September 1939 in Osnabrück; † 10. November 2008 in Stuttgart) war ein Maler, Zeichner, Grafiker der Konkreten Kunst und Hochschullehrer. Von 1987 bis 1991 sowie von 1998 bis 2004 war er Rektor der Staatlichen Akademie der Bildenden Künste Stuttgart.

## Leben
Von 1958 bis 1961 studierte er an der Werkkunstschule Hannover. 1961 folgte der Wechsel zur Hochschule für Bildende Künste Berlin bis 1962.
1970 wurde Paul Uwe Dreyer ordentliches Mitglied im Deutschen Künstlerbund, an dessen Jahresausstellungen er zwischen 1967 und 1997 insgesamt 25-mal teilnahm. Dreyer hatte von 1992 bis 1997 auch den DKB-Vorstandsvorsitz inne.
Mit dem Erhalt des Villa-Massimo-Stipendiums war ein Aufenthalt in Rom verbunden. Zum Sommersemester 1972 wurde er an die Staatliche Akademie der Bildenden Künste Stuttgart auf einen seit 1969 vakanten Lehrstuhl für Malerei (Nachfolge Albrecht Appelhans) berufen. Die Übernahme des Lehramts in Stuttgart propagierte die „Vereinigung von Freunden der Akademie der bildenden Künste e. V.“ (heute „Verein der Freunde der Akademie Stuttgart e. V.“) mit der Herausgabe einer 7-farbigen Serigraphie als Jahresgabe 1973.  Dreyers Ernennung zum Professor „unter Berufung in das Beamtenverhältnis auf Lebenszeit“ erfolgte am 25. Februar 1974. 2005 wurde er emeritiert.
Dreyer, der eines der Kavaliershäuser bei Schloss Solitude bewohnte, wurde auf dem dortigen Ehrenfriedhof beigesetzt.

## Werk
Der Kunsthistoriker Alexander Tolnay äußerte sich zum Schaffen Paul Uwe Dreyers 1991 wie folgt:
„Spricht man in Verbindung mit Josef Albers von der ‚Huldigung an das Quadrat‘, so müsste man die Kunst von Paul Uwe Dreyer als ‚Huldigung an den Diagonal‘ definieren. Diese bereits von Kandinsky ausführlich beschriebene Gestaltungsart, in welcher Richtung und Winkelgrat über den künstlerischen Ausdruck zwischen Lyrik und Dramatik bestimmen, ist ein stets wiederkehrendes gestalterisches Element in Dreyers Werken.“

## Zur Lehre
Seine Auffassung von Lehre fasste Paul Uwe Dreyer 1988, zur Zeit seines Rektorats an der Stuttgarter Kunstakademie, wie folgt zusammen:
„Die Identität mit der Person, Ausdruck durch Stilwillen bildnerisch, sinnlich zu vermitteln, ist für mich unabdingbar. Die programmatische Konzeptionslosigkeit durch Abnutzung von bekannten Stilformen stellt das resignierende Scheitern gegenüber einem Stilwillen dar, welcher weit über das Einzelbild oder das Gesamtwerk überhaupt hinausweist und somit allein schon utopisch fundiert ist. Analytisches Denken in anschauliches Denken überzuführen und eine erneute Rückführung in Permanenz, ist Inhalt des Studiums.“

## Bekannte Schüler
- Frank Aumüller
- Thomas Deyle
- Sinje Dillenkofer
- Thomas Galey
- Thomas Grünfeld
- Susanne Hartmann
- Erwin Holl
- Ruediger John
- Diana Kiehl
- Frieder Kühner
- Thomas Locher
- Koichi Nasu
- Andreas Opiolka
- Christine Rusche
- Andreas Schmid
- Wolfram Ullrich
- Claude Wall
- Christian Wulffen

## Einzelausstellungen
- 1963  Kulturgeschichtliches Museum Osnabrück
- 1972  Städtische Kunsthalle, Mannheim
- 1972  Kulturgeschichtliches Museum Osnabrück[8]
- 1973  Galerie Niepel, Düsseldorf[9]
- 1974  Galerie Niepel, Düsseldorf
- 1974  Galerie Schüler, Berlin[10]
- 1975  Staatliche Kunsthalle Baden-Baden
- 1979  Neuer Berliner Kunstverein
- 1981  Sprengel Museum, Hannover
- 1982  Wilhelm-Hack-Museum, Ludwigshafen
- 1986  Staatliche Kunsthalle Berlin
- 2021/22 Kunstmuseum Stuttgart

## Werke in öffentlichen Sammlungen
- Sprengel Museum Hannover
- Kunstmuseum Stuttgart
- Kulturgeschichtliches Museum Osnabrück
- Nationalgalerie Berlin
- Staatsgalerie Stuttgart
- Städtische Galerie Wolfsburg
- Kunsthalle Mannheim
- Städtische Galerie Neunkirchen (Schenkung Wolfgang Kermer)[11]
- Wilhelm-Hack-Museum
- Staatliche Akademie der Bildenden Künste Stuttgart

## Auszeichnungen
- 1968: Villa-Serpentara-Stipendium der Akademie der Künste (Berlin)
- 1970/71: Villa-Massimo-Stipendium, Aufenthalt in Rom
- 1985: Erster Preis beim internationalen Grafikpreis der Südwestdeutschen Landesbank Stuttgart
- 1998: Kunstpreis des Landschaftsverbandes Osnabrücker Land e. V.
- 1999: Bundesverdienstkreuz am Bande
- 1999/2000: Ernennung zum „Doctor honoris causa“ der Kunstakademie Vilnius (Vilniaus dailès akademija), Litauen
- 2003: Ernennung zum Ehrensenator der Nationalen Universität der Künste Bukarest, Rumänien
- 2004: Verleihung der Ehrenmedaille „Stulecia“ der Akademie der Bildenden Künste Warschau (Akademia Sztuk Pięknych w Warszawie), Polen
- 2005: Verdienstmedaille des Landes Baden-Württemberg